# Cremastocheilus tridens
Cremastocheilus tridens är en skalbaggsart som beskrevs av Thomas Casey 1915. Cremastocheilus tridens ingår i släktet Cremastocheilus och familjen Cetoniidae. Inga underarter finns listade i Catalogue of Life.